# St. Medardus (Neuforweiler)

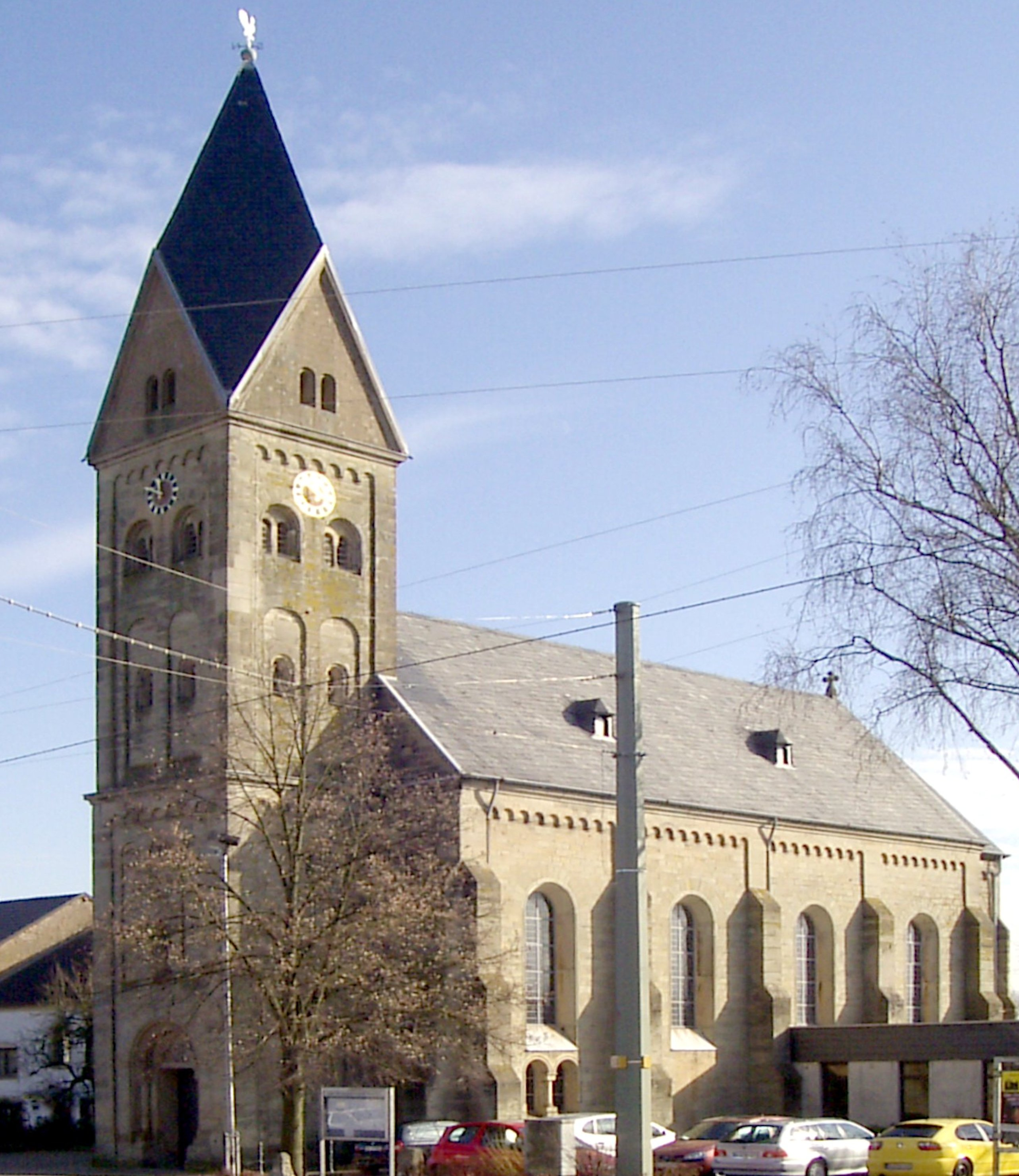
Die katholische Pfarrkirche St. Medardus in Neuforweiler

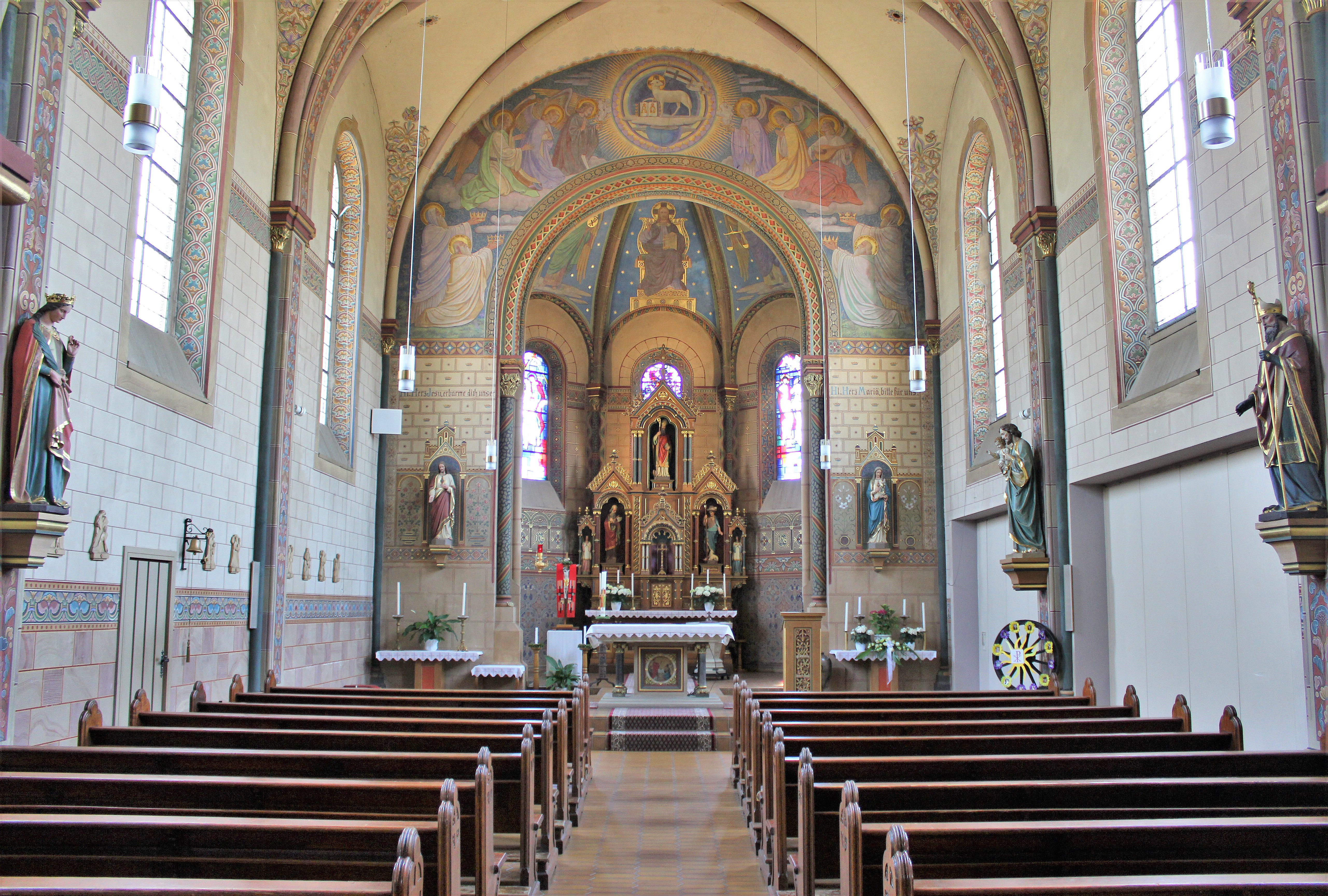
Blick ins Innere der Kirche

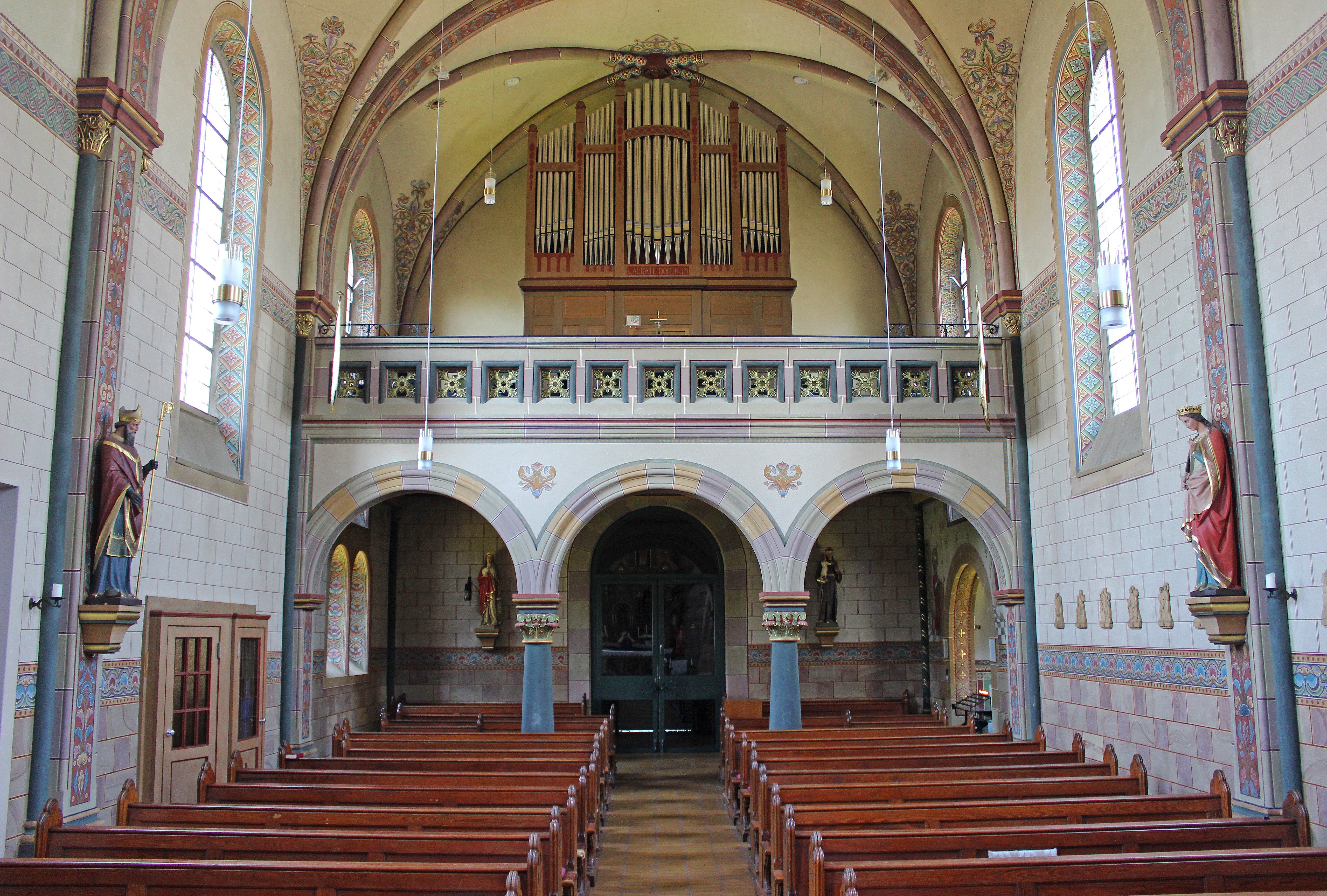
Blick zur Orgelempore

St. Medardus ist eine dem heiligen Medardus von Noyon gewidmete katholische Pfarrkirche in Neuforweiler, einem Stadtteil der saarländischen Kreisstadt Saarlouis. In der Denkmalliste des Saarlandes ist die Kirche als Einzeldenkmal aufgeführt.

## Geschichte
Die Kirche wurde in den Jahren 1864 bis 1866 nach Plänen des Architekten Franz Georg Himpler erbaut. In den 1950er Jahren wurde die Kirche einer Restaurierung unterzogen.

## Architektur
Das Kirchengebäude wurde im Stil der Neoromanik rheinischer Prägung als einschiffige Saalkirche errichtet. Es gliedert sich von West nach Ost in Kirchturm, Langhaus und Chor. Das Langhaus weist vier Fensterachsen auf. Die Außenwände des Kirchenschiffes sind durch Strebewerk vertikal gegliedert. Rundbogenfriese unterhalb des Dachgesims und kurze Lisenen, die in das Strebewerk übergehen, gliedern das Kirchenschiff zusätzlich. Auch an den Außenwänden des Turmes, der über einen Spitzhelm verfügt, finden sich Rundbogenfriese und Lisenen als Gliederungselemente. Das Innere der Kirche ist in vier Joche unterteilt, die jeweils von Kreuzrippengewölben überspannt werden. Die einzelnen Joche werden durch Gurtbögen getrennt. Auch der Chorraum besitzt ein Gewölbe.
Vermutlich ohne Wissen des Architekten und ohne finanzielle Entschädigung erlaubte das Trierer Generalvikariat der Pfarrei St. Sebastian in Roxheim, die Pläne Himplers für die Kirche St. Medardus in Neuforweiler wiederzuverwenden. Himpler war zu diesem Zeitpunkt bereits in die USA ausgewandert.

## Ausstattung
Auffallend im Kircheninneren sind die Wandmalereien im Chorraum, über dem Triumphbogen, der Chor von Langhaus trennt, und auf der nördlichen Wand unter der Empore. Die Malereien im Chorraum, die sich dort in den Gewölbefeldern befinden, zeigen in der Mitte den thronenden Jesus Christus, flankiert von zwei Engeln. Über dem Triumphbogen befindet sich eine Darstellung des Lamm Gottes in Gestalt des Osterlamms, gekennzeichnet mit der Siegesfahne, ein Symbol für die Auferstehung Jesu Christi, sowie einem aufgeschlagenen Buch mit den griechischen Buchstaben Alpha und Omega.
Zur Ausstattung der Kirche gehört ferner der Hochaltar mit dem Tabernakel und Figuren der heiligen Matthias, Wendelinus und Medardus, sowie ganz außen links und rechts zwei Engelsfiguren. Der Altarraum wird flankiert von einer Herz Jesu- und einer Herz Mariä-Statue. Im Kirchenraum verteilt stehen an den Seitenwänden und unter der Empore auf Konsolen weitere Statuen, darunter eine Figur der heiligen Barbara neben der eine kleine Grubenlampe angebracht ist und der Heiligen Oranna. Unter der Empore auf der nördlichen Seite befindet sich ein kleiner apsisähnlicher Raum, in dem ein Gnadenbild platziert ist.

### Orgel
Die heutige Orgel der Kirche wurde von der Firma Hugo Mayer (Heusweiler) erbaut und am 30. August 1996 geweiht. Das Instrument, das zentral auf einer Empore aufgestellt ist, verfügt über 16 Register, verteilt auf 2 Manuale und Pedal.
Das Gehäuse stammt von einer Orgel der Firma Mamert Hock (Saarlouis), die am 30. März 1930 eingeweiht wurde. Die Hock-Orgel verfügte über 20 Register auf 2 Manualen und Pedal.